# Marie des Vallées
Pour les articles homonymes, voir des Vallées.
Marie des Vallées, née le 15 février 1590 à Saint-Sauveur-Lendelin (Manche, France) et morte le 25 février 1656 à Coutances (Manche, France), est une mystique française, proche de saint Jean Eudes. Déjà très malade, elle se donne à Dieu afin de « souffrir les peines de l'Enfer » et de faire ainsi don de ses souffrances à « ses frères qui se perdent ».

## Biographie

### Jeunesse
Fille de Julien des Vallées et de Jacqueline Germain, des paysans pauvres ou des membres de la petite noblesse ruinées, Marie des Vallées perd son père à l'âge de douze ans. Sa mère se marie alors en secondes noces à un boucher, Gilles Capolain, qui maltraite la jeune Marie. 
Le 2 mai 1609, lors de la fête de Saint-Marcouf, au village de La Pierre, Marie, qui a 19 ans, rencontre un prétendant qu'elle rejette. Alors qu'elle est prise de douleurs et de convulsions, on accuse le jeune homme, qui a quitté le Cotentin dès le lendemain, de l'avoir envoutée. Après trois années de souffrances, elle est présentée à l'évêque de Coutances, Nicolas de Briroy, qui l'exorcise et commande une enquête sur sa vie et celle de sa famille. Marie des Vallées n'est pas libérée et continuerait de répondre en latin et en grec alors qu'elle est quasiment illettrée.

### Don de sa souffrance
Soupçonnée d'être une sorcière, elle est déférée en 1614 au Parlement de Normandie, qui estime que les soupçons sont sans fondement. Elle se retire alors à Coutances. 
Reconnue possédée par le diable, elle est de nouveau exorcisée à de multiples reprises, toujours sans résultat. Marie accepte les atroces souffrances qu'elle endure. Elle décide alors de se donner à Dieu afin de « souffrir les peines de l'Enfer » et de faire don de ses souffrances « pour le Salut de l'humanité et la destruction du péché »,. 
En 1641, Léonor Goyon de Matignon, évêque de Coutances, prie le père Jean Eudes d'étudier son cas. L'oratorien admire la mystique de sa dirigée, tient ses visions pour surnaturelles et rassemble en 1655 tout ce qu'il sait d'elle dans des cahiers, qu'il intitule La Vie admirable de Marie des Vallées et des choses prodigieuses qui se sont passées en elle. Elle devient son inspiratrice, sa conseillère et l'aide à fonder des séminaires et à propager le culte du Sacré-Cœur.

### Mort et postérité
Marie meurt le 25 février 1656 à Coutances. Immédiatement, son corps est disputé. Elle est d'abord inhumée en la chapelle Saint-Joseph de l'église Saint-Nicolas puis dans celle du séminaire des Eudistes le 4 novembre 1656. Le lieu étant transformé en lycée, ses restes sont transportés le 5 août 1919 dans un caveau près de l’autel de la chapelle du Puits, en la cathédrale Notre-Dame de Coutances.
L'une des trois églises de la ville de Colombes, ouverte au culte en 1933, est nommée en son honneur.

## Critiques
De 1656 à 1675, de nombreux procès, menés par le père Bazire avec l’aide des jansénistes, se succèdent et parviennent à discréditer Marie, qui est alors considérée comme une visionnaire dont il ne faut pas réveiller la mémoire.
En 1674, un chanoine de Rouen publie à son sujet un pamphlet anonyme intitulé Lettre à un docteur de Sorbonne. Il devient alors de bon ton, dans le milieu des Lettres, de railler le père Eudes et sa « béate ». 
Au XXe siècle, l'abbé Henri Bremond intitule un chapitre de son Histoire littéraire du sentiment religieux (t. III) : « Le Père Eudes et Marie des Vallées ». Il s'y montre sensible aux « dons poétiques » de la voyante et agacé par les détracteurs comme par les admirateurs de la « sainte de Coutances ». Il les accuse en effet d'être des partisans du « tout ou rien » et considère que la maladie n'empêche pas le patient de se sanctifier. 
Selon l'historien Charles Berthelot du Chesnay, « Marie des Vallées, certainement une sainte fille, semble bien avoir été victime, à la fois d'une maladie, peut-être de la catatonie, et des idées courantes parmi ses contemporains ».

### Sur ses liens avec saint Jean Eudes
- R.P. Emile Georges, chap. VIII « Saint Jean Eudes et Marie des Vallées », dans Saint Jean Eudes, Paris, P. Lethielleux, libraire-éditeur, 1925, 540 p. (lire en ligne), p. 300-339